# گرونوالد (استان وارمی-ماسوری)
گرونوالد (به لهستانی:  Grunwald) یک روستا در لهستان است که در گمینا گرونوالد واقع شده‌است.
 گرونوالد  ۸۰۰ نفر جمعیت دارد.